# Adrijan Antunović
Adrijan Antunović (* 27. April 1989 in Jajce, SFR Jugoslawien) ist ein kroatischer Fußballspieler.

## Karriere
Der gebürtige Kroate kam noch in jungen Lebensjahren mit seiner Familie nach Deutschland und begann dort 1996 in der Jugend des 1. FC Union Berlin mit dem Fußballspielen. Zum Beginn der Saison 2007/08 rückte er dort in die erste Männermannschaft auf. Doch bereits zuvor erlangte er aufgrund eines traurigen Vorfalls Bekanntheit bei den Union-Anhängern: Am 24. Dezember 2006 musste er zusammen mit seinen zwei Geschwistern die Ermordung seiner Eltern miterleben. Der Verein unterstützte ihn in der Folgezeit intensiv, zum Beispiel durch die Organisation eines Benefizspiels zu seinen Gunsten, bei dem die Unioner gegen eine kroatischstämmige Auswahl (bei der u. a. Fredi Bobič und Bruno Akrapović zum Einsatz kamen) antraten.
Sein Pflichtspieldebüt für die erste Mannschaft feierte er am 3. Oktober 2007 im Berliner Pokal gegen Fortuna Biesdorf. Sein erster Ligaeinsatz (und gleichzeitig auch sein Profidebüt) folgte allerdings erst am 27. Juli 2008 gegen die Reservemannschaft des FC Bayern München. Insgesamt kam er in der Drittligasaison 2008/09 – in der er mit den Unionern den Aufstieg in die Zweite Bundesliga feiern konnte – auf vier Kurzeinsätze. Im Berliner Pokal zählte er dagegen zum Stammpersonal und trug mit vier Toren zum Gewinn des Wettbewerbs bei. In der Zweitliga-Saison 2009/10 kam Antunović nicht zum Einsatz und spielte stattdessen in der Reservemannschaft in der Berlin-Liga, wo er den Aufstieg in die Oberliga Nordost erreichte. Seit der Saison 2010/11 gehörte er nicht mehr zum Kader der ersten Mannschaft. Er blieb aber beim 1. FC Union und spielte dort in der zweiten Mannschaft. 
Zu Beginn der Saison 2011/12 wechselte in seine kroatische Heimat zu Lokomotiva Zagreb, von wo er nach Saisonende nach Berlin zurückkehrte und sich dem Oberligisten BFC Viktoria 1889 anschloss. Mit der Viktoria erreichte Antunović in der Oberligasaison 2012/13 den ersten Platz und damit den Aufstieg in die Regionalliga Nordost. Er trug mit fünf Toren in 26 Ligaspielen zum Erfolg der Mannschaft bei. Für den nach einer Fusion in FC Viktoria umbenannten Verein spielte er noch zwei Jahre in der Regionalliga.
Ab 2015 spielte Antunović bei der VSG Altglienicke, mit der ihm der Aufstieg in die Oberliga gelang. In der Oberligasaison 2016/17 feierte er mit der Mannschaft erneut die Meisterschaft und den Durchmarsch in die Regionalliga. Nach zwei Kurzeinsätzen zu Saisonbeginn verließ er Altglienicke im August 2017 und ging zurück in die Berlin-Liga zu Eintracht Mahlsdorf. Dort blieb er zwei Jahre und wechselte dann weiter zum Ligarivalen SV Sparta Lichtenberg.